# Brosix
Brosix (предыдущее название — Brosix Corporate Instant Messenger) — это безопасная программа мгновенного обмена сообщениями, предназначенная для того, чтобы помочь пользователям связываться друг с другом. В ней используется 256-разрядное шифрование AES для шифрования сообщений, что обеспечивает их безопасность.
Доступны две версии программы: Brosix Personal — это бесплатное приложение для личного использования частными лицами, в то время как версия Brosix Business предназначена для корпоративного использования; она позволяет создавать собственные сети для обмена конфиденциальными сообщениями.
Brosix позволяет передавать текстовые сообщения, устанавливать голосовую и видеосвязь, мгновенно создавать снимки экрана, передавать файлы, использовать функцию «белой доски» и обмениваться рабочими столами.
Программа Brosix участвовала в конкурсах Best IM Client 2009 Award и Best IM Client 2010 Award, организованных веб-порталом About.com. В 2009 году программа Brosix выиграла в номинации «Best IM Feature» благодаря функции «Белая доска Brosix» и в номинации «Developers of the Year». Программа Brosix заняла второе место в номинации «Most Improved IM Client 2009» и вошла в тройку лучших в номинациях «Best IM Client 2009» и «Best Third-Party IM Client 2009». В 2010 году программа Brosix выиграла в номинации «Best IM Feature» благодаря функции «Снимок экрана Brosix».